# Stratis (demonio)
Stratis es un demonio de configuración del espacio de usuario que configura y supervisa los componentes existentes de los componentes de almacenamiento subyacentes de Linux, de la gestión de volumen lógico (LVM) y el sistema de archivos XFS a través de D-Bus.

## Detalles
Stratis no es un sistema de archivos a nivel de usuario como el Sistema de archivos en el espacio de usuario (FUSE). El demonio de configuración de Stratis fue desarrollado originalmente por Red Hat para tener paridad de funciones con ZFS y Btrfs. La esperanza se debía a que el demonio de configuración de Stratis estaba en el espacio de usuario y alcanzaría la madurez más rápidamente en comparación con los años de desarrollo a nivel de kernel de los sistemas de archivos ZFS y Btrfs. Se basa en componentes LVM y XFS probados en empresas con más de una década de implementaciones empresariales y las lecciones aprendidas de System Storage Manager en Red Hat Enterprise Linux 7.
Stratis proporciona características de estilo ZFS/Btrfs mediante la integración de capas de tecnología existente: el subsistema de asignación de dispositivos de Linux y el sistema de archivos XFS. El demonio stratisd administra colecciones de dispositivos de bloques y proporciona una API D-Bus. El paquete stratis-cli proporciona una herramienta de línea de comandos stratis, que a su vez utiliza la API de D-Bus para comunicarse con stratisd.